# Wullschlaegelia
Wullschlaegelia es un género de orquídeas perteneciente a la subfamilia Epidendroideae dentro de la familia Orchidaceae. Tiene cuatro especies.

## Descripción
Las especies de este género se caracterizan por tener raíces  finas y largas, a menudo ligeramente tuberiformes y tallo de color amarillo pálido, delgadísimo y anémico con las hojas rectas o curvas, cónicas.
Sus pequeñas  flores aparecen en la primavera en un pálido racimo terminal más o menos largo, algo grande y espaciado. El labio es largo, articulado a los pies de la columna, pero la base se amplia en el desarrollo formado por el lateral crecimiento de los sépalos. La columna es corta y gruesa. 

## Distribución
El género está formado por solo dos especies de hábitos terrestres, por lo general saprofitas, que vegetan en la descomposición de la materia orgánica en los bosques húmedos. Una especie se originó en América Central y la Selva Amazónica, la otra se puede encontrar en casi toda América Latina, probablemente la única excepción de Chile.

## Taxonomía
El género es muy similar al género Uleiorchis, que se distingue por ser algo pubescente, mientras que en Uleiorchis son glabras, por no presentar la raíz del tubérculo en las raíces de la primavera Uleiorchis, por su  menor tamaño y las brácteas florales uninervadas  que son plurinervadas en Uleiorchis. 
El género fue presentado por Reichenbach y publicado en Botanische Zeitung.  Berlín 21: 131, en 1863. Publicado originalmente por Peter Olof Swartz como Cranichis aphylla, en 1788.
Etimología
El nombre del género  es un homenaje a Heinrich Rudolph Wullschlaegel, alemán coleccionista de plantas.

## Especies
- Wullschlaegelia aphylla Rchb.f.
- Wullschlaegelia calcarata Benth.